# Helmuth Rudolph
Helmuth Rudolph (16 de octubre de 1900 - 16 de marzo de 1971) fue un actor teatral, cinematográfico y televisivo de nacionalidad alemana.

## Biografía
Nacido en Ennigloh, Alemania, su nombre completo era Helmuth August Wilhelm Rudolf Arthur Heyn. Hijo de un oficial ferroviario, comenzó su carrera a los veinte años de edad en Bremen. Posteriores compromisos le llevaron a actuar, entre otros lugares, en Hannover, Núremberg, Leipzig, Dresde, Gdansk y, finalmente, Berlín, ciudad en la que actuó, en especial, en el Renaissance-Theater.
Rudolph se inició en el cine en 1928 actuando en un film mudo, y entre 1934 y 1936 hizo diversos papeles de reparto En 1944 se centró en el teatro, actuando principalmente en el Teatro Thalia de Hamburgo. Hasta los primeros años de la posguerra continuó con su trabajo teatral en Hamburgo, aunque complementándolo con actuaciones cinematográficas. A principios de los años 1950 Rudolph volvió a actuar en Berlín en el Renaissance-Theater, trabajando también en el Teatro en Kurfürstendamm. En la segunda mitad de la década se asentó en Múnich, actuando en teatros locales (Kleine Komödie) y de otras ciudades del sur de Alemania, como por ejemplo Stuttgart, en el Schauspielbühnen Stuttgart. Interpretaciones con colegas famosas como Lil Dagover y Käthe Dorsch le llevaron a actuar, entre otros lugares, en Basilea, Suiza.
Helmuth Rudolph también trabajó en televisión desde el comienzo de las emisiones en la República Federal de Alemania, participando en producciones como la de la ZDF Das Kriminalmuseum y la de la ARD Hafenpolizei. 
Helmuth Rudolph falleció en 1971 en Munich, Alemania. Tenía 70 años de edad. Había estado casado con la actriz Inge Meysel.

## Filmografía
| - 1928: Das deutsche Lied - 1934: Der letzte Walzer - 1935: Königstiger - 1935: Die letzte Fahrt der Santa Margareta - 1936: Ein kleiner goldener Ring - 1936: Dahinten in der Heide - 1948: Affaire Blum - 1948: Träum nicht Annette - 1948: Blockierte Signale - 1948: Liebe 47 - 1948: Die Andere - 1949: Amico - 1949: Verführte Hände - 1949: Der Bagnosträfling - 1949: Die wunderschöne Galathee - 1950: Der Mann, der zweimal leben wollte - 1950: Sensation im Savoy - 1950: Die Nacht ohne Sünde - 1950: Glück aus Ohio - 1951: Eva im Frack - 1951: Der Verlorene - 1951: Engel im Abendkleid | - 1951: Die Dubarry - 1951: Die Csardasfürstin - 1952: Alle kann ich nicht heiraten - 1952: Der Kampf der Tertia - 1953: Dein Mund verspricht mir Liebe - 1954: Bei Dir war es immer so schön - 1954: Fräulein vom Amt - 1954: Columbus entdeckt Krähwinkel - 1955: Charleys Tante - 1955: Teufel in Seide - 1955: Alibi - 1956: Mein Vater, der Schauspieler - 1956: Anastasia, die letzte Zarentochter - 1956: Das tapfere Schneiderlein - 1957: Schön ist die Welt - 1958: Wir Wunderkinder - 1959: Der Andere - 1963: Das Kriminalmuseum (serie TV) – Die Fotokopie - 1963: Hafenpolizei (serie TV) – Der blaue Brief - 1965: Das Kriminalmuseum (serie TV) – Die Mütze - 1966: Der Mörderclub von Brooklyn |